# Mónica Retamal
Mónica Retamal Fuentes es empresaria tecnológica desde 1999. Fue socia de InterMedia S.A y tras la fusión con Kepler nació Ki Teknology, de la cual fue socia y accionista. Fue socia fundadora de Nisum Latam, empresa global de desarrollo tecnológico. En su trayectoria empresarial lideró las estrategias de crecimiento e internacionalización de las empresas con foco en el mercado norteamericano.
En 2015 fundó Kodea, organización social que busca acortar la brecha digital de Chile y Latinoamérica, a través de la incorporación de las Ciencias de la Computación en la educación pública, el desarrollo  de procesos de upskilling y reskilling en perfiles TI y la promoción del conocimiento científico-tecnológico. Desde 2022 es miembro del Consejo Asesor Empresarial de APEC (ABAC Chile), y desde 2019 es columnista permanente en Economía y Negocios de El Mercurio.

## Premios
En 2016 recibió el Premio a la Exportación de Servicio otorgado por Sofofa y el Ministerio de Hacienda de Chile. En 2020 junto a Kodea recibió el Premio Visionarios Juscelino Kubitschekdel Banco Interamericano de Desarrollo. En 2021 recibió el Premio Woman in Tech y Women that Build. En 2023 fue galardonada con el premio a la Trayectoria Innovadora Anacleto Angelini de Avonni